# ديفين بوين
ديفين بوين (بالإنجليزية: Devin Bowen)‏ مواليد 18 مايو 1972 في نيوبورت بيتش، الولايات المتحدة، هو لاعب كرة مضرب أمريكي سابق بدأ مسيرته كمحترف سنة 1994 وكان يلعب باليد اليمنى. أعلى تصنيف له في الفردي كان المركز الـ 635. أعلى تصنيف له في الزوجي كان 39.

## روابط خارجية
- ديفين بوين على موقع رابطة محترفي التنس (الإنجليزية)
- ديفين بوين على موقع الاتحاد الدولي لكرة المضرب (الإنجليزية)
- ديفين بوين على موقع خلاصة التنس.كوم (الإنجليزية)